# Efim Kopelian
Efim Zakharovitch Kopelian (en russe : Ефи́м Заха́рович Копеля́н), né le 12 avril 1912 à Retchytsa et mort le 6 mars 1975 à Vsevolojsk, est un acteur soviétique de théâtre et cinéma, il a également travaillé dans le doublage des films,,,.

## Vie privée
Efim Kopelian est marié avec l'actrice Liudmila Makarova de 1941 à sa mort. Ensemble ils ont un fils, Kirill Kopelian (1948-2005), également acteur.

## Distinctions
- Artiste émérite de la RSFSR : 1957
- Artiste du peuple de la RSFSR : 1965
- Artiste du peuple de l'URSS : 1973
- Médaille pour la Défense de Léningrad : 1944
- Médaille pour la victoire sur l'Allemagne : 1946

## Filmographie partielle
- 1955 : Le Taon (Овод) d'Aleksandr Faintsimmer : chef de l'octroi
- 1956 : Le Vieux Khottabytch (Старик Хоттабыч) de Guennadi Kazanski : Djafar Ali Moukhamedov
- 1963 : Vsio ostaiotsia lioudiam (Всё остаётся людям) de Gueorgui Natanson : Filimonov
- 1964 : Adieu, les gosses ! (До свидания, мальчики) de Mikhaïl Kalik : couvreur
- 1968 : Les Justiciers insaisissables (Неуловимые мстители) de Edmond Keossaian : ataman Bournache
- 1968 : Les Nouvelles aventures des insaisissables (Новые приключения неуловимых) d'Edmond Keossaian : ataman Bournache
- 1969 : Crime et Châtiment (Преступление и наказание) de Lev Koulidjanov : Arcadi Ivanovitch Svidrigaïlov
- 1969 : Une tournée dangereuse (Опасные гастроли) de Gueorgui Jungwald-Khilkevitch : Ivan Babrouïski-Doumbadzé
- 1970 : La Mouette (Чайка) de Youli Karassik : médecin Dorn
- 1971 : Dauria (Даурия) de Viktor Tregoubovitch : ataman Elissei Karguine
- 1972 : Grand maître (Гроссмейстер) de Sergueï Mikaelian : Pavel Maximovitch
- 1974 : Le Dit du cœur humain (Повесть о человеческом сердце) de Daniil Khrabrovitski : Nikolaï Bourtsev
- 1974 : Un chapeau de paille (Соломенная шляпка) de Leonid Kvinikhidze : Beauperthuis
- 1974 : Jarosław Dąbrowski de Bohdan Poręba : knèze Vassili Beboutov